# 月は無慈悲な夜の女王
『月は無慈悲な夜の女王』（つきはむじひなよるのじょおう、The Moon Is a Harsh Mistress）は、アメリカ合衆国のロバート・A・ハインラインによるSF小説。地球の植民地である月が独立を目指して革命を起こす。1965年から1966年にかけて雑誌に連載され、1967年のヒューゴー賞長編小説部門を受賞した。

## あらすじ
この本は3章に分かれており、それぞれ月世界の革命前、月世界での革命と地球での外交、月世界と地球の武力衝突が描かれている。全編を通して主人公のコンピュータ技師、マニーが自分の視点から過去を振り返る形で語られる。

### 1章
ある日、月の行政府の高性能コンピュータが1人の職員の給料を天文学的数字にしてしまう。修理を依頼された個人請負のコンピュータ技師、マニーはこのコンピュータに知性が存在していることを知っており、このコンピュータをマイクと呼んでいた。このミスはマイクによる冗談であり、マニーはマイクが孤独であることを知る。
マイクがモニターできないようにされた集会の様子をみるためにマニーが集会所を訪れると、行政府へ反対する人々が今後どうすべきかを話し合っていた。月香港の反行政府組織のワイオは安く買い叩く行政府との取引を止め、自由市場で適正な価格で取引することを主張し、デ・ラ・パス教授は月の水や天然資源の流出を止めるために輸出禁止が必要であることを主張した。しかし集会の途中で武装した行政府の用心棒に襲われ、マニーはワイオを連れてホテルへ避難する。
翌日に教授が合流し、3人は電話を通じたマイクの計算により地球からの有機物の輸送が無ければ月の資源枯渇まで7年しかないことを知る。その後は食糧危機、そして人肉共食いが待つのみである。その地獄絵図を避けるためには行政府を打倒する他になく、この革命の賭け率は1対7（成功する確率が8分の1、12.5%）と計算された。これは3人の内で最も消極的であったマニーにとっても十分な確率であり、3人は革命活動を開始した。電話回線を自由にコントロールできるマイクはアダム・セレーネという名を使い、革命組織の中心となった。
マニーたちは月世界市を中心に約1年をかけて革命組織を広げ、資金を集め、多くの人々が行政府を憎むように工作を行った。そして地球と武力衝突するための準備として集めた資金で会社を作り、真の目的を隠して全長30kmの射出機を地下に建設した。
しかし、革命成就のためには、地球の支配階級にシンパを獲得する必要があった。そんな時マニーは、地球の名門出の遊び人スチューが、月独特の女性へのマナーを知らなかったために月の若者達とトラブルを起こした所に遭遇する。若者達から死刑を求める裁判を依頼されたマニーはどうにかスチューを救い、革命運動の仲間にする。スチューは月で数ヶ月を過ごした後に地球へ戻り、月が独立可能になるための政治工作を行った。
クーデターの準備が整いつつある頃、行政府の用心棒たちが強姦殺人事件を起こした。そのニュースが市民に伝わると暴動が発生し、マニー達もそれに合わせてクーデターを起こし、行政府の制圧に成功する。

### 2章
行政府を打倒したマニー達は暫定政権の臨時大統領にマイクが作り出したCGによるアダム・セレーネを据え、アメリカ独立宣言を月に置き換えた独立宣言をアメリカ独立と同じ7月4日に地球へ伝えた。さらに地球連邦と外交を行うため、教授とマニーは輸出される穀物の中に入って地球のインドへ渡った。
地球連邦は教授とマニーを非公開の聴問会に呼び、独立を求める月に対して地球連邦はあくまでも植民地としての役割を要求したため議論は平行線を辿った。一方で大中国をはじめとする各国の要人と個別に面会し、水や天然資源を射出機によって地球から月へ輸出することの実現性について説明した。マニー達はジャーナリストに対しては月世界の環境がもたらす長寿や新しい可能性を示し、月の売り込みを行った。
再開された聴問会で地球連邦は月の独立を否定し、計画経済によってより多くの穀物を輸出することを要求された。マニーは個別に呼び出され、地球連邦が適切な警察力の支援を提供する代わりに計画の実行を求められたが、表面上は同意しつつ回答を保留した。教授とスチューの所に戻ったマニーはインドを脱出し、買収したパイロットの操縦する小型の宇宙船によって月へ戻った。
マニーは交渉に失敗したと思い込んでいたが、マイクの計算上の勝率は上昇していた。教授は地球側が譲歩して懐柔策を出した場合、月世界の団結が維持できずに輸出を止められなくなることを心配していたが、外交の結果として提出された地球側の案は農夫を含む月の全住民が反発するものであり、月は輸出を停止した。
月の政府は暫定政権から、選挙によって選ばれた300人の議員による議会に移っていた。選挙は電子投票であったため、集計結果はマイクが自由に操作することができた。新しい議会は教授を総理大臣に指名し、十数名の大臣が任命された。防衛大臣となったマニーは地球の宇宙船からの爆撃やミサイルを防ぐためにレーザー銃を扱う部隊を維持し、マイクとの接続が切られても射出機で岩を地球へ投げつけることができるように弾道計算を行うコンピュータを月香港銀行から徴発して準備を整えた。

### 3章
輸出停止から2ヵ月後、地球連邦は6隻の輸送船と1隻の旗艦で月の主要な都市を同時に攻撃した。奇襲によって上陸に成功した兵士は月市民と戦闘を行い、結果として約2,000人の兵士が全て死亡し、およそ3倍の市民が死亡した。月香港以外では市民側が勝利し輸送船も捕らえられた。マニーとマイクは報復として穀物の代わりに岩石を射出機で地球へ飛ばし、主要国の各地へ同時に落とす準備をしながら、落下時間の予告と警告、そして月の独立の承認をすれば回避されることを通達した。
翌日には月香港の勝利も確認された。教授の提案により、架空の人物であったアダム・セレーネはこの攻撃で死亡したことになった。岩の爆撃は予告どおりの時間と場所に落とされたが、地球のマスコミが正しい報道を行わなかったために避難するどころか見物人が押しかけ、多数の犠牲者が出てしまう。どの主要国も月の独立を認めず、爆撃は続けられた。地球連邦は2隻の巡洋艦を月へ向かわせ、水爆ミサイルで古い射出機などを破壊したが1隻は撃ち落とされた。ミサイルの影響でマイクと新しい射出機の間の接続は切れてしまうが、この事態を予想して既に新しい射出機の元にいたマニーが月香港銀行から徴発したコンピュータをプログラミングすることで爆撃は続けられた。
最終的に大中国が月の独立を認め、インドも続いた。拒否権をもつ大中国が地球連邦の休戦を認め、地球側から輸出するための射出機を作ることを決めた。実質的な自由を得たことについての演説の最中に、教授は心臓発作で死亡する。後を引き継いだマニーは他の人間に役職を割り振り、接続が切れて以降電話回線での呼びかけに応じないマイクの本体のある行政庁へ赴く。マイクはコンピュータとしては動作するが全く会話をしなくなってしまっていた。全ての接続が正常に戻り、何年も経ってもマイクは再び応答することはなかった。
一人取り残されたマニーは、自分たちが考えていたのとは違う方向に変わっていく新時代の月を苦々しい思いで眺めながら、己の今後を考える。「なにしろ、俺はまだ百歳にもなってないんだからな」

## 登場人物
マヌエル・ガルシア・オケリー・デイビス（通称マニー）
月世界の数少ないコンピュータ技師。祖父母の代から月に住んでいる。かつてベルナルド・デ・ラ・パス教授の元で学んでいた事がある。事故で左手の肘から先を失ったが、多機能な義手を着けることで多くの技能を持っている。コンピュータの教育のために地球を二度訪れた経験がある。家系型の結婚をしており、複数の共同亭主・共同女房と共に多くの子供を共有している。政治とは無縁の生活をしていたが月解放運動の主要メンバーとなる。
マイク
月行政府の思考計算機、マーク4号L型。月世界を維持する仕事を一台でこなすために大量にハードウェアを増設されていくうちに、知性を得た。この名前はシャーロック・ホームズの兄、マイクロフトにちなんでマニーが名付けた。
音声入力による英語等を理解し、走査カメラによって書籍を読むことができる。発声装置や電話を使用すれば人間の言葉を話すことができ、CGを用いてテレビに不自然でないレベルの人物の映像を流すことができる。自分自身で新しいプログラムを作成でき、十分なパラメータを与えられれば未来予測を行うことができる。
月独立運動の指導者アダム・セレーネをはじめ、風刺家シモン・ジェスターなど複数の人物を演じる。
ワイオミング・ノット（通称ワイオ）
月香港の独立運動家。地球で生まれたが5歳の時に父親が流刑になった際に母親と共に月へ植民した。双生児の兄弟と結婚していたが、月に到着する時の事故で放射線被曝した為に生まれた子供が死んだことが原因で自ら離婚した。その後政治活動をはじめ、行政府へ反対する集会でマニーや教授と出会い、月解放の新しい運動を始める。
ベルナルド・デ・ラ・パス教授
革命運動家の老人。流刑者では無く、政治的理由で月に追放された。複数の私立学校を経営し、自らも教師をしている。全ての行為の責任は国家ではなく個人個人が負うべきであり、同時に他の主義を持つ人がいることを受け入れる合理的無政府主義の持ち主。行政府へ反対する集会で月からの穀物輸出によって水や有機物が失われている事の問題点を指摘し、輸出禁止の必要性を主張した。マイクの計算によって自分の想定以上に月の資源に余裕が無いことを知り、マニーたちと共に月解放運動を始める。
スチュアート・ルネ・ラジョア（通称スチュー）
地球から月へやって来た旅行者。月世界市でトラブルを起こし、マニーが調停したことをきっかけとして月解放運動に加わった。名門出のディレッタントであり、その金とコネを生かして地球の世論操作と金融を担当した。世界連邦との交渉が決裂した後、月世界に移り住んだ。

## 作品中の世界

### 月世界
月には約300万人が住んでおり、3分の2が男性である。流刑地であり常に新しい囚人が送られてくるが、囚人は人口の5%で残りの95%は刑期を終えた元囚人や志願者、その子孫で構成されている。月は地球の6分の1の重力しかないため、体が月の重力に慣れてしまうと地球へ再移住することはできない。月世界市をはじめ、月香港、ノヴィレン、ジョンソンシティ、ティコ・アンダー、チャーチル、コングヴィルといった都市がある。公式な通貨の行政府ドルと、非公式であるが金本位制であり信用が高い月香港ドルが流通している。社会福祉制度は存在せず、インフラや裁判を含む全てが企業や個人によって提供されている。結婚年齢は早く、女性の比率が少ないため交際の選択権は女性にある。一夫一婦制の結婚は珍しく、一婦多夫や部族結婚、家系型結婚など様々な形態がある。

### 地球
地球の総人口は110億人であり、地球連邦が統治している。地球連邦は7つの拒否権を持つ国、北アメリカ理事国、大中国、汎アフリカ、インド、ミッテル・オイローパ、ブラジリアン連邦が中心となっている。水爆をはじめとする攻撃兵器は全て平和警察軍が所有しているが防衛兵器は各国が独自に所有している。20世紀に発生した水爆戦争以来、水爆の使用は禁止されている。地球連邦は約200隻の宇宙船を所有しているが、殆どは地球の地上と人工衛星を連絡するものである。

## 受賞および受賞候補
- 1966年 ネビュラ賞 長編小説部門 ノミネート（受賞作は『バベル‐17』と『アルジャーノンに花束を』）
- 1967年 ヒューゴー賞長編小説部門受賞

## 映画化
2004年、ティム・マイナーが本作の映画脚本を執筆していると報じられる。2006年にマイナーは脚本を完成させ、複数の映画監督に売り込みがかけられた。
2015年、ブライアン・シンガーが本作の映画版のメガホンをとることが発表された。なお、マイナーが書き上げた脚本とは別の脚本が採用される。

## 書誌情報
- 『月は無慈悲な夜の女王』矢野徹訳、ハヤカワ・SF・シリーズ3216、1969年4月
- 『月は無慈悲な夜の女王』矢野徹訳、ハヤカワ文庫、1976年